# Грінцієш (комуна)
Грінцієш (рум. Grințieș) — комуна у повіті Нямц в Румунії. До складу комуни входять такі села (дані про населення за 2002 рік):
- Браду (797 осіб)
- Грінцієш (1159 осіб)
- Пояна (625 осіб)

Комуна розташована на відстані 289 км на північ від Бухареста, 38 км на захід від П'ятра-Нямца, 128 км на захід від Ясс.

## Населення
За даними перепису населення 2002 року у комуні проживала 2581 особа.
Національний склад населення комуни:
| Національність | Кількість осіб | Відсоток |
| -------------- | -------------- | -------- |
| румуни         | 2575           | 99,8%    |
| угорці         | 5              | 0,2%     |
| українці       | 1              | < 0,1%   |

Рідною мовою назвали:
| Мова      | Кількість осіб | Відсоток |
| --------- | -------------- | -------- |
| румунська | 2577           | 99,8%    |
| угорська  | 4              | 0,2%     |

Склад населення комуни за віросповіданням:
| Релігія       | Кількість осіб | Відсоток |
| ------------- | -------------- | -------- |
| православні   | 2564           | 99,3%    |
| римо-католики | 3              | 0,1%     |
| реформати     | 3              | 0,1%     |